# Milford (Utah)
Milford és una població dels Estats Units a l'estat de Utah. Segons el cens del 2000 tenia 1.451 habitants.

## Demografia
Segons el cens del 2000, Milford tenia 1.451 habitants, 484 habitatges, i 357 famílies. La densitat de població era de 290,3 habitants per km².
Dels 484 habitatges en un 45% hi vivien nens de menys de 18 anys, en un 61% hi vivien parelles casades, en un 9,3% dones solteres, i en un 26,2% no eren unitats familiars. En el 24% dels habitatges hi vivien persones soles el 14,7% de les quals corresponia a persones de 65 anys o més que vivien soles. El nombre mitjà de persones vivint en cada habitatge era de 2,95 i el nombre mitjà de persones que vivien en cada família era de 3,58.
Per edats la població es repartia de la següent manera: un 37,2% tenia menys de 18 anys, un 9,7% entre 18 i 24, un 23,6% entre 25 i 44, un 17,2% de 45 a 60 i un 12,3% 65 anys o més.
L'edat mediana era de 28 anys. Per cada 100 dones de 18 o més anys hi havia 95,1 homes.
La renda mediana per habitatge era de 35.809 $ i la renda mediana per família de 41.750 $. Els homes tenien una renda mediana de 35.568 $ mentre que les dones 19.000 $. La renda per capita de la població era de 14.889 $. Entorn del 9,2% de les famílies i el 10,8% de la població estaven per davall del llindar de pobresa.

## Poblacions més properes
El següent diagrama mostra les poblacions més properes.